# 작은흰기러기
작은흰기러기(학명: Anser rossii)는 흰색 깃털과 검은색 날개깃, 비교적 짧은 목을 하고 있는 오리과 기러기속에 속하는 북아메리카 원산 물새의 일종이다. 북미 대륙에 서식하는 3종의 기러기속 물새 종 가운데 가장 작다. 1900년대 초에는 희귀종으로 여겨졌으나 보호 정책이 강화되어 현재는 수가 많이 늘었다.